# 브라힘 부타예브
물라이 브라힘 부타예브(아랍어: مولاي ابراهيم بوطيب)는 은퇴한 모로코의 육상 선수(1967년 8월 15일 ~ )로 1988년 서울 올림픽 10,000m 금메달리스트였다.
케미세트에서 태어난 부타예브는 1988년 전에 5000m에 더욱 숙고해 왔어도 그는 서울 올림픽이 열릴 때까지 잘 알려지지 않았다.
서울에서 10,000m 결승전은 매우 빠른 걸음으로 시작되어 케냐의 킵켐보이 키멜리와 모지스 타누이에 의하여 밀렸다. 작은 선두 그룹은 부타예브가 역전을 일으킨 세계 기록 걸음에서 절반의 마크에 도달하였다. 그는 세계 기록 걸음에서 지속적으로 경주를 달렸으나 27분 21.46초의 세계에서 4번째로 가장 빠른 시간으로 종이 울린 후, 신중하게 천천히 왔다.
올림픽 이후, 부타예브는 더 짧은 거리에 다시 집중하기로 결정하고, 다음 시즌들에 1500m부터 5000m가지의 거리들에서 자신의 최고 전력을 달렸다. 그는 그해 IAAF 그랑프리 결승전을 위한 시즌 랭킹에서 2위로 왔다. 그는 1991년 세계 육상 선수권 대회에서 5000m 동메달을 땄다. 바르셀로나 올림픽에서 부타예브는 5000m 4위를 하여, 우승자 독일의 디터 바우만에게 0.75초 만으로 밀렸다.
1993년 슈투트가르트에서 열린 세계 육상 선수권 대회에서 5000m 예선에서 물러난 후, 연속적 육상을 포기하고 오히려 랠리 드라이버로서 자신의 새로운 스포츠 흥미에 집중하였다.